# パウル・ランダース
パウル・H・ランダース（Paul Heiko Landers）は、ドイツのミュージシャン。ラムシュタインでリズムギター担当している。身長178cm。息子は俳優のEmil Reinke。

## 来歴
ドイツ人の父とポーランド人の母の間に生まれた。
幼少の頃にピアノとクラリネットを習い、15歳でギターを手にする。ロシアに暮らしていたこともあり、ロシア語が話せる。
図書館のボイラーマンの勤務経験がある。
1983年、クリスチャン・ロレンツらとFeeling Bを結成。
1984年に結婚した際、ファーストネームとミドルネームを入れ替え、妻の姓であるランダースを名乗っている。
1980年代後半にティル・リンデマン、リヒャルト・Z・クルスペと出会う。
1992年、First Arschに参加し、『Saddle Up』リリース。
1993年、Tempelprayersのデモテープを聴いて関心を抱き、加入。
ギブソンのギターを使用。

## 使用楽器
ギター
- Gibson Paul Landers
- Gibson Les Paul Studio
- Music Man Axis and Van Halen Signature model
- ESP Eclipse I CTM Paul Landers Signature
- Sandberg Custom Plasma Guitar
- Ibanez AXS32
- ESP-LTD EC-50
- Fender Jazzmaster

アンプ
- Fractal Axe-FX into Rocktron Velocity 300 power amp
- Bogner Uberschall[3][4]
- TECH21 PSA-1[1]
- Mesa Boogie Dual Rectifier
- ENGL Powerball Amplifier[5]
- Rath-Amp Amplification
- Marshall JCM 800
- Soldano Avenger

Misc
- Marshall 4x12 Cabinets
- Bogner 4x12 "Uberkab" Cabinets
- Mesa Boogie 4x12 Cabinets
- Engl 4x12 Cabinets
- Native Instruments Guitar Rig
- MXR blue box on "Moskau"
- Eventide Eclipse